# Petrorossia fuscicosta
Petrorossia fuscicosta är en tvåvingeart som beskrevs av Mario Bezzi 1924. Petrorossia fuscicosta ingår i släktet Petrorossia och familjen svävflugor.
Artens utbredningsområde är Etiopien. Inga underarter finns listade i Catalogue of Life.